# Achachairu
Achachairu (Garcinia humilis Vahl), Clusiaceae, antes designada Rheedia laterifolia.
O achachairu, antigamente denominado Rheedia spp, pertence ao gênero
Garcinia. Em 1703, Plumier descobriu pela primeira vez uma espécie deste gênero, com o nome de Van Rheedia. Esta planta foi descrita por Linnaeus en 1753.
Trata-se da espécie de Garcinia americana com os frutos mais saborosos (a polpa é aquosa, branca, ácida, com sabor rico e agradável), mas ainda pouco conhecida, sendo familiar entre colecionadores de frutos édulos (comestíveis).
Há poucos estudos consistentes sobre esta espécie. Encontra-se em grande quantidade no departamento de Santa Cruz, na Bolívia.